# 蓮池潭
座標: 北緯22度41分06秒 東経120度17分51秒 / 北緯22.68506度 東経120.297396度

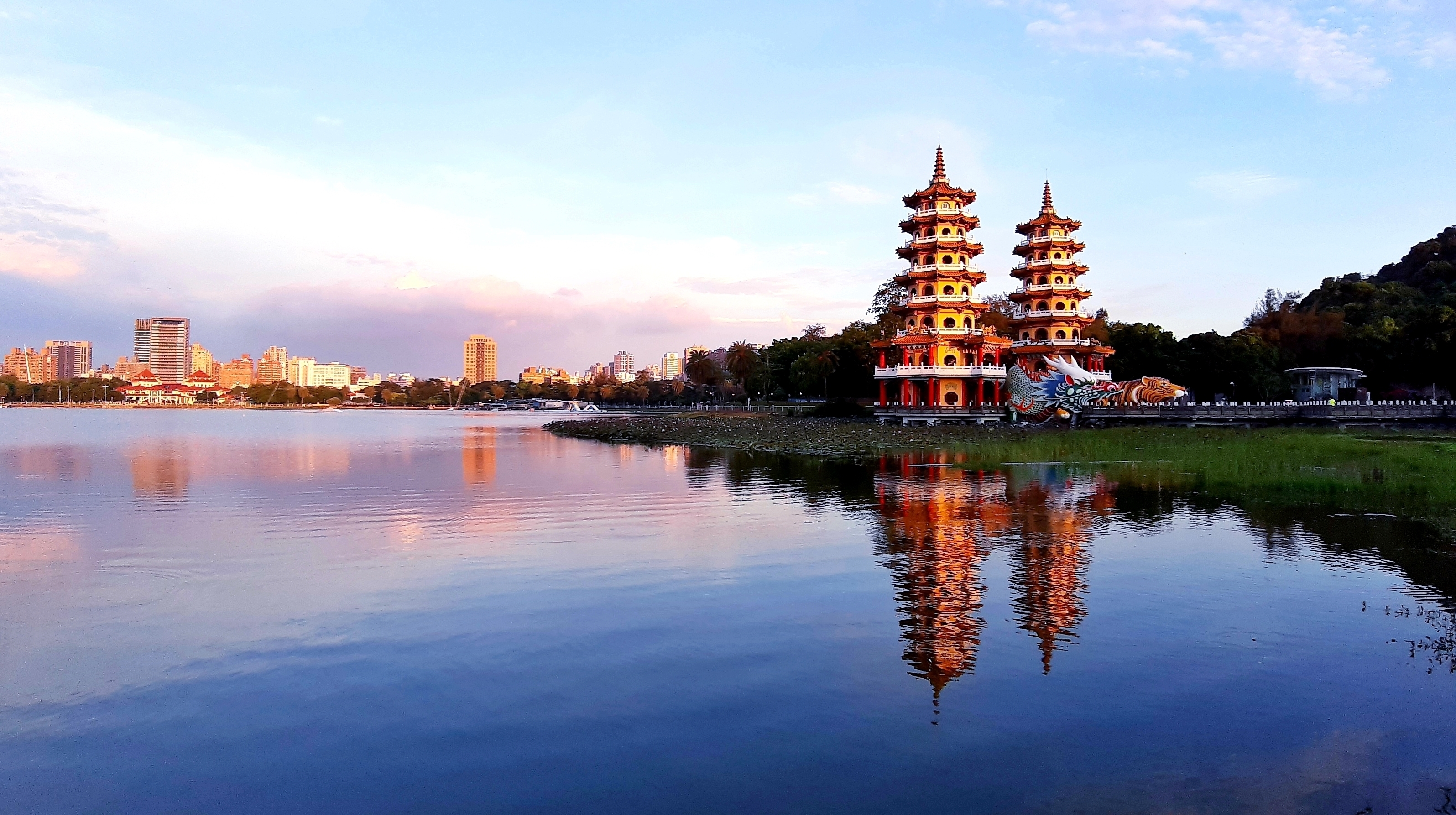
蓮池潭

蓮池潭（れんちたん Liánchí tán）は、台湾高雄市左営区にある広さ約42haの池。または、この池を中心とする蓮池潭風景区のことを表す。かつて蓮池潭は72haの広さがあったが、孔子廟や環潭道路の建設のために埋め立てられ、現在では42ha（南北約1.3km、東西約0.4km）まで狭くなっている。
清朝時代の1686年に孔子廟を建立する際、池を廟宇の泮水として蓮を植えたため、「蓮池潭」と呼ばれるようになったとされる。また、満開の蓮の花が匂い香ることに因み「泮水荷香」と謳われ、清朝時代には鳳山八景の一つに数えられた。
ワールドゲームズ2009では、幾つかのウォータースポーツ競技の会場となった。

## 主な名勝

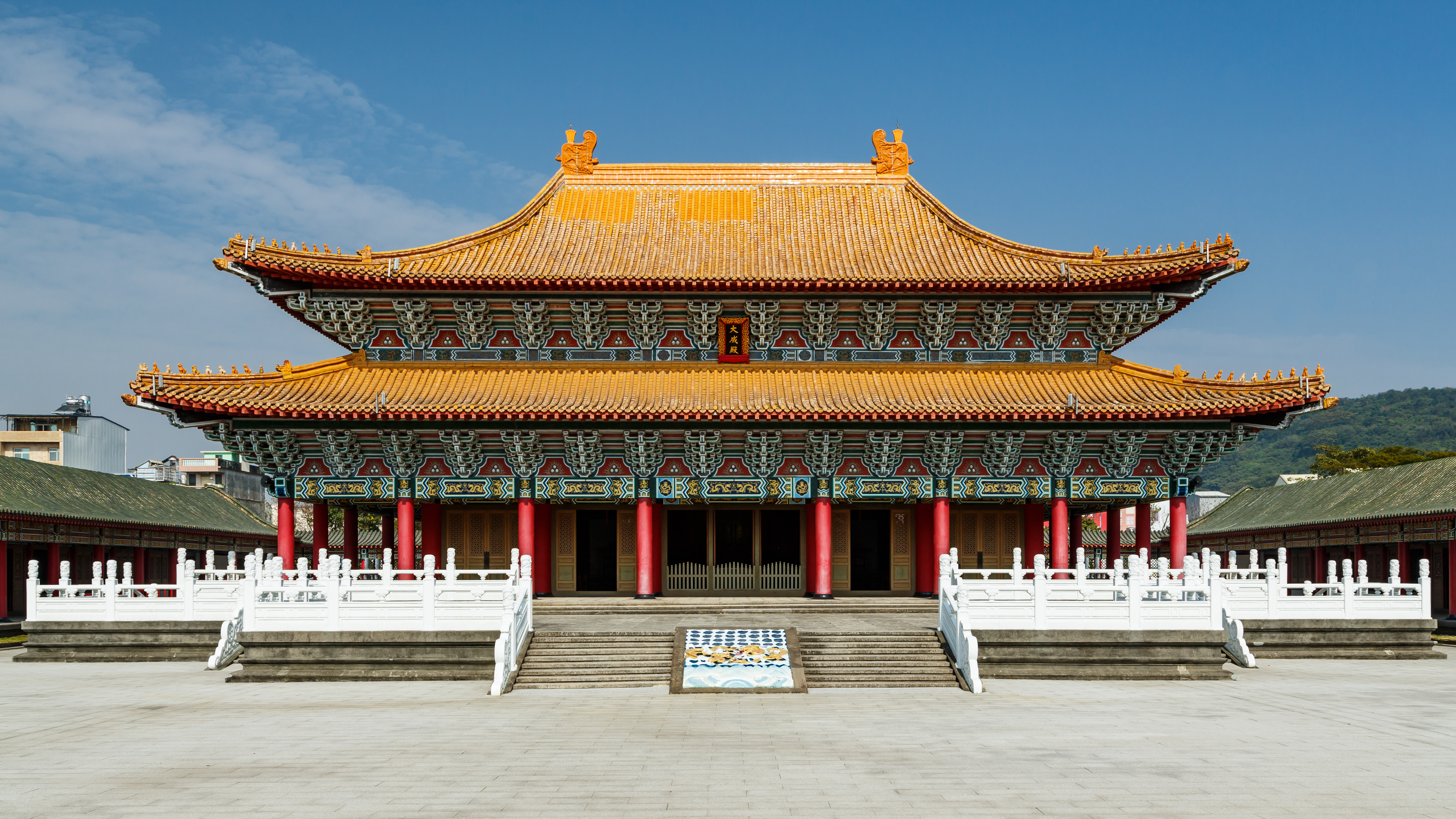
高雄左営孔子廟

### 孔子廟（孔廟）
1686年（康熙25年）建立、1976年（民国65年）現在地に移転する。

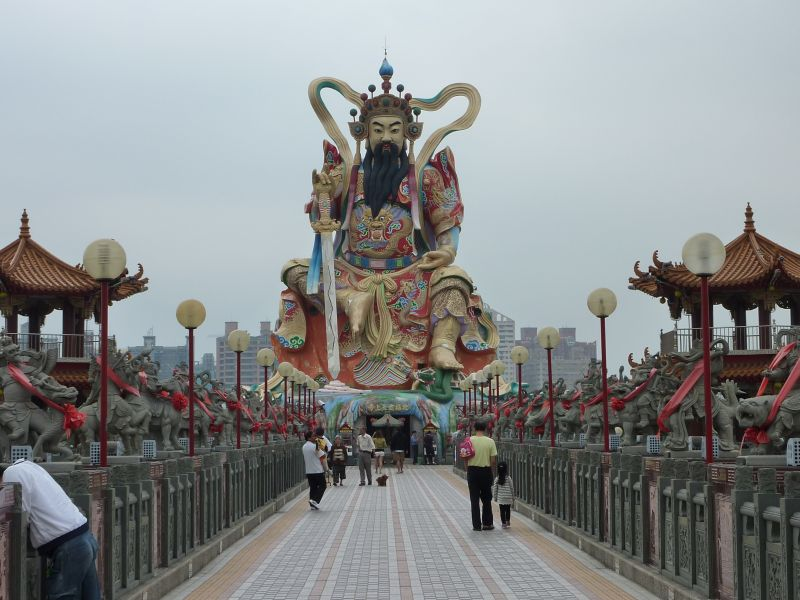
北極亭の玄天上帝像

### 元帝廟及び北極亭
元帝廟は玄天上帝（玄武）を祀る道教寺院で、清朝時代の乾隆年間に創建された。蓮池潭上に造られた北極亭には、1995年（民国84年）に造られた高さ72mの玄天上帝像が置かれている。

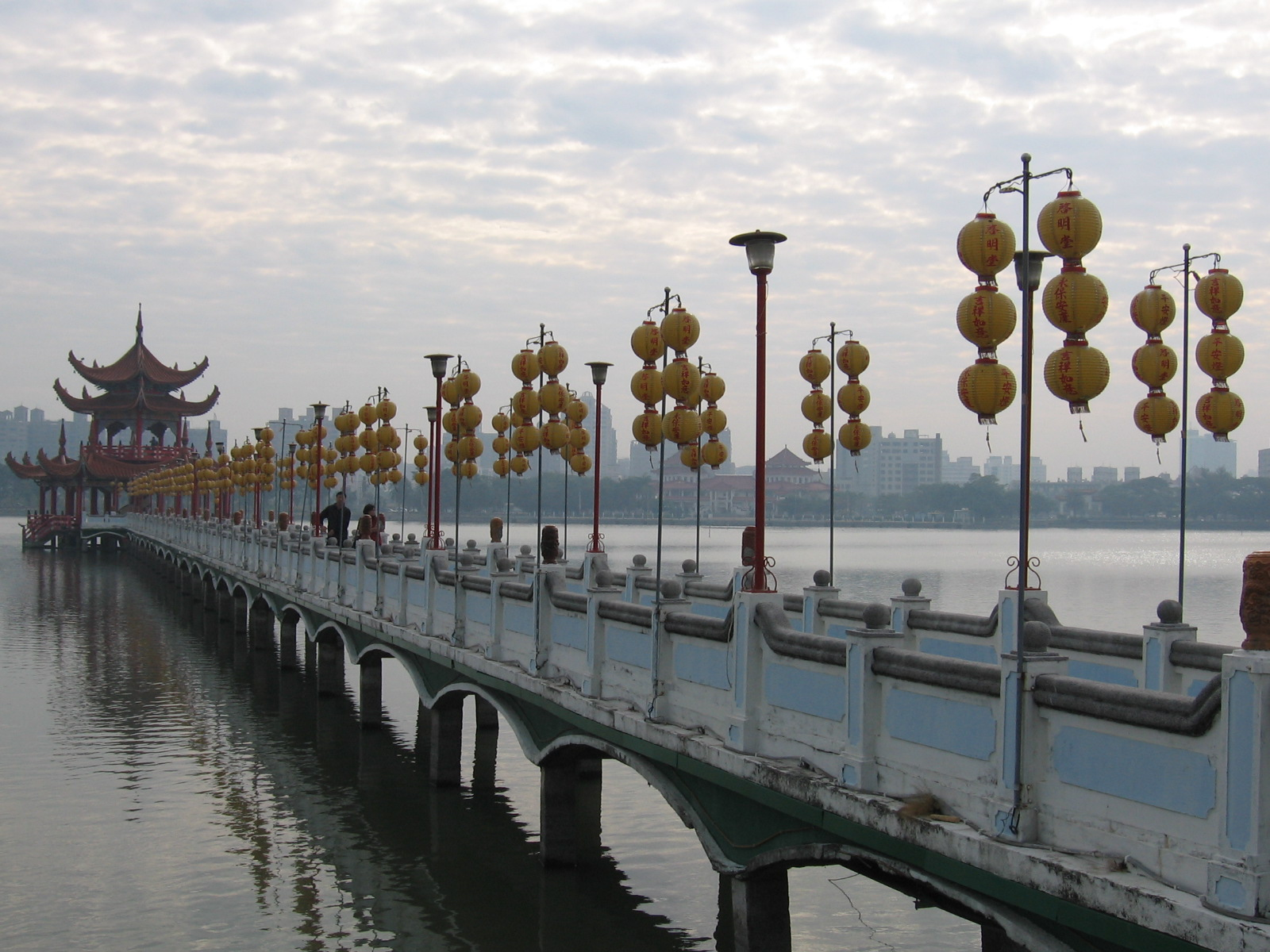
春秋閣

### 啓明堂及び春秋閣
啓明堂は五公菩薩及び関帝（関羽）を祀る寺院。清朝時代の1899年（光緒25年）に五公菩薩及びを祀る明德堂として創建された。その後1903年に啓明堂に改名され新たに関帝を祀るようになり、「文武」二聖同祀の寺院となった。1906年（光緒32年）現在の土地に移転する。蓮池潭上に造られた春秋閣は1953年に造られたものである。

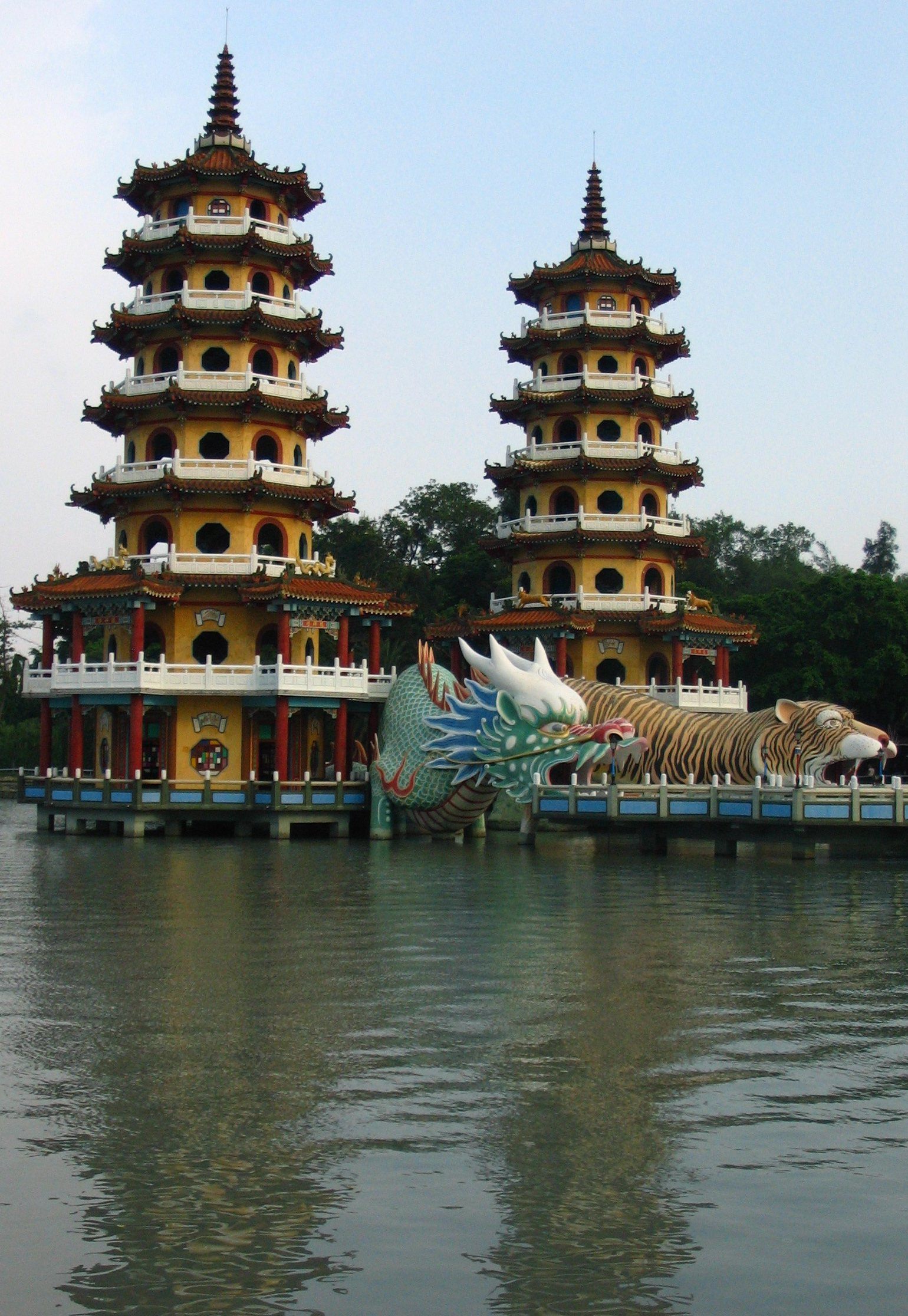
龍虎塔

### 慈済宮及び龍虎塔
保生大帝を祀る道教寺院で、1719年（康熙58年）に創建された。1960年（民国49年）に現在地に移転する。蓮池潭上に造られた龍虎塔は1974年（民国63年）に造られたものである。

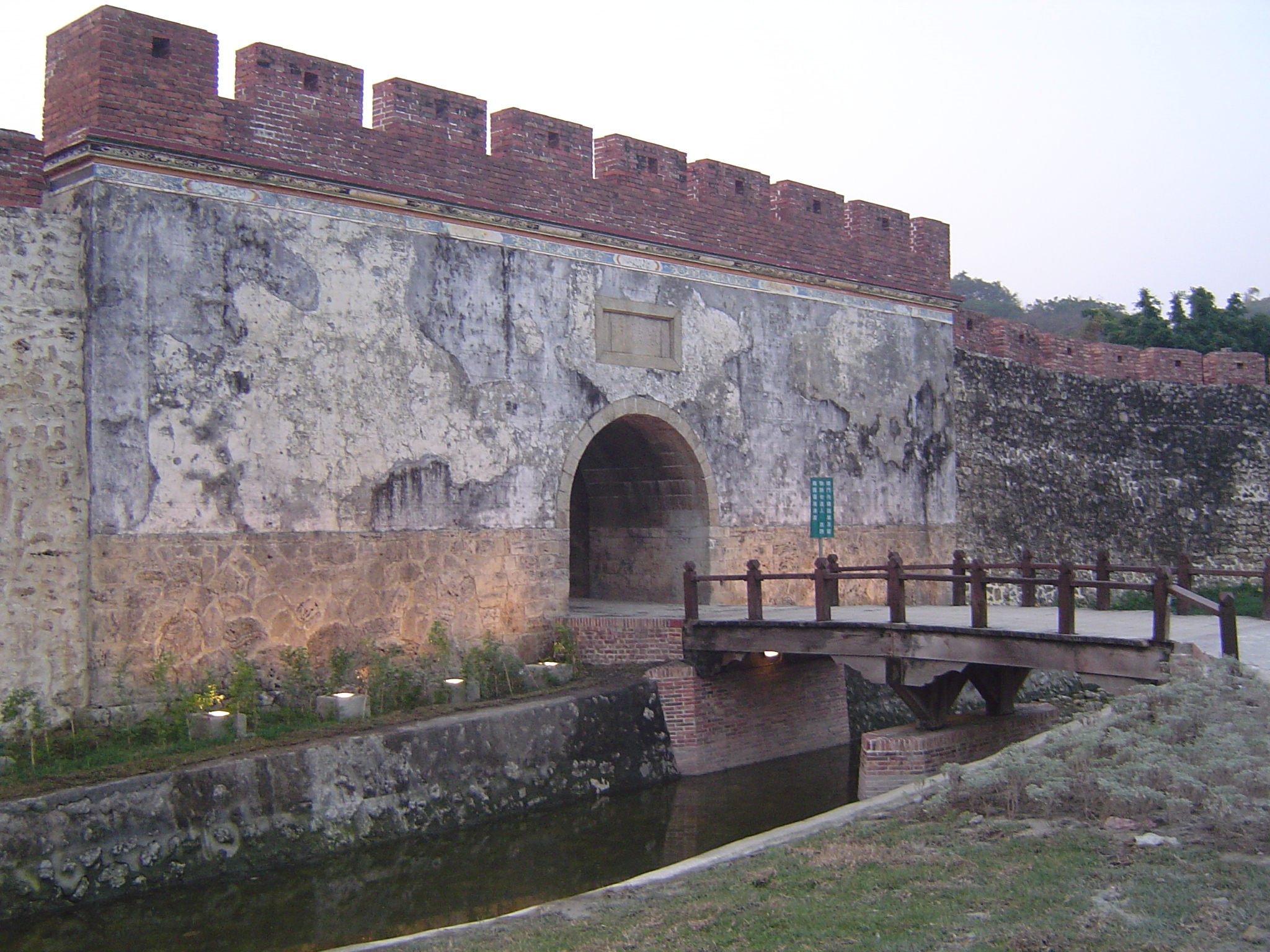
鳳山県旧城東門

### 鳳山県旧城
国定古跡である鳳山県旧城（左営旧城）は、1722年に土塁で囲まれた城郭が形成され、その後1826年に石造りの城壁及び城門からなる城郭が竣工した。現在、東門、南門、北門や城壁の一部等が残存している。

## アクセス
- 台鉄 左営（旧城）駅 より、慈済宮まで徒歩約700m
- 台鉄 新左営駅 / 台湾高速鉄道 左営駅 / 高雄捷運 左営駅 より、孔子廟まで約900m、徒歩又はレンタサイクルc-bike。休日は新左営駅を発着する旧城假日文化公車（バス）が蓮池潭及び鳳山県旧城を周回する。
- 高雄捷運 生態園区駅 よりレンタサイクルc-bike。